# Tatar (Łódź)
Tatar [pronunciación en polaco: /ˈtatar/] es una aldea ubicada en el distrito administrativo de Gmina Szczerców, dentro del condado de Bełchatów, Voivodato de Łódź, en el centro de Polonia. Se encuentra a unos 7 kilómetros al sureste de Szczerców, a 18 kilómetros al suroeste de Bełchatów, y a 60 kilómetros al sur de la capital regional Łódź.